# Rhode (mythologie)
In de Griekse mythologie was Rhode (Grieks: Ῥόδη) de oudste van de kinderen van Oceanus en Tethys (de Oceaniden). Later werd ze beschouwd als een dochter van Poseidon en Amphitrite (of Halia).
Rhode gaf haar naam aan het eiland Rhodos, waar ze ook voornamelijk vereerd werd als personificatie er van. Haar naam is verbonden aan de roos die op het eiland groeit. Volgens de mythologie had de zonnegod Helios het eiland geschapen door het uit zee te laten oprijzen nadat Zeus de wereld onder de goden had verdeeld na zijn overwinning op de Titanen maar had vergeten aan Helios een deel te geven volgens de dichter Pindaros. Rhode kreeg daar met Helios zeven zonen, de Heliadae: Ochimus, Cercaphus, Macareus, Actis, Tenages, Triopas en Candalus, en één dochter, Elektra.